# Savudrijska vala
Savudrijska vala ili Dragonjski zaljev (Piranski zaljev); slov. Piranski zaliv tal. Vallone di Sicciole (rjeđe Bala di Sicciole); je zaljev površine 18,8 četvornih kilometara na sjevernom dijelu Jadranskog mora.
U starije doba, za Savudrijsku valu se koristilo talijansko ime Valle Largon. Lokalni toponim Savudrijska vala se koristi nakon 2002. godine, najčešće u kontekstu hrvatsko-slovenskog graničnog spora.U Hrvatskoj se naziv do danas uvriježio u javnosti i službenim dokumentima.

## Zemljopis
Savudrijska vala je plitki zaljev, jer ne prelazi dubinu od 20 m, Jadranskog mora na morskoj granici između Hrvatske i Slovenije.

Dio je puno većeg Tršćanskoga zaljeva i čini 3,4% njegove površine s ukupnom površinom od 18,8 km². Savudrijska vala je omeđena sjeverno s rtom Madona u Sloveniji, a južno rtom Gornja Savudrija u Hrvatskoj. Obala Savudrijske vale pripada teritoriju Republike Hrvatske s jedne strane i teritoriju Republike Slovenije s druge strane. 

Na slovenskom dijelu nalaze se naseljena mjesta Piran, Portorož i Lucija, a na hrvatskom Crveni Vrh i Kanegra te turističkih naselja Lavra i Alberi. Unutar samog zaljeva postoje manji zaljevi i uvale kao što su uvala Fazan (Fažan), Sičjolski zaljev (slov. Sečoveljski zaliv), Portoroški zaljev (slov. Portoroški zaliv).
Prosječna temperatura u kolovozu je 23 °C, a u veljači 8 °C, dok mu se slanost kreće između 34–38‰.
Savudrijska obalna strana Savudrijske vale je izrazito vapnenačka s nižim klifovim dok je piranska više laporasta i piješčenjačka.

## Povijest
Savudrijska vala je nastala za vrijeme posljednjeg ledenog doba kada je plitka ledenjačka riječna dolina potopljena porastom razine mora. Nalazi se na prijelazu između izrazito flišnog i vapnenačkog tla i laporasto piješčenjačkog tla Istre.

Premda se na njegovim obalama pronalaze ostatci i iz brončanog doba, smatra se da sam zaljev kroz veći dio povijesti nema neki značajniji utjecaj sve do circa 800. godine kad nastaju prve solane na zaravni pored ušča rijeke Dragonje u Jadransko more.

Sol kao izrazito vrijedan resurs u davnijim povijesnim razdobljima je postala predmet političkih i trgovačkih igara tako da se na samom području kroz povijest radi tih interesa razmjenjuju razni političko gospodarski utjecaji.

Samo područje solana je utjecalo na razvoj okolnih luka u plovnom dijelu Savudrijske vale. Osim toga na području Sečovlja su postojali rudnici ugljena a na savudrijskom dijelu uz mjesto Kanegra i kamenolomi te se tako Savudrijska vala koristila za brodarenje raznim vrijednostima. Osim svoje važnosti za priobalnu plovidbu, Savudrijska vala ima i važnu ulogu u ribarstvu a u novije vrijeme i turizmu.

Raspadom Jugoslavije u vremenu nakon 1990. godine kao posljedica stvaranja neovisnih država Hrvatske i Slovenije Savudrijska vala postaje predmetom međugraničnog spora koji nije riješen.

## Granica između Slovenije i Hrvatske
Nakon raspada Jugoslavije i proglašavanja neovisnosti Slovenije i Hrvatske te međunarodnog priznavanja tih država u njihovim republičkim granicama područje Savudrijske vale uz još neke kopnene granične crte postaje dijelom graničnog spora između Hrvatske i Slovenije.

Slovenija tijekom godina Domovinskog rata koristi izrazito nepovoljnu pregovaračku poziciju Hrvatske za ostvarivanje teritorijalnog pripajanja kako kopnenih spornih graničnih područja tako i prostor Savudrijske vale i vezanog područja rijeke Dragonje.  Slovenija je kućice za svoja policijska i carinska tijela postavila 1991. na sjevernoj strani Kanal sv. Odorika, na koju su hrvatska vodoprivredna tijela radi sprječavanja poplava 1948. godine skrenula glavninu tijeka rijeke Dragonje - umjesto na prirodni tijek Dragonje; kakav će smještaj svojih graničnih tijela Slovenija kasnije u graničnom sporu koristiti kao argument da bi kopnena granica koja izlazi na more u Savudrijskoj vali trebala biti baš tu.
Tijekom kasnijih desetljeća će biti više pokušaja iznalaženja političkog dogovora o pomorskoj granici, poput dogovora Drnovšek – Račan iz 2009., te sastanaka Kosor – Pahor 2015. godine.

### Arbitraža
Dolaskom Hrvatske pred ulazak u EU, Slovenija iskorištava poziciju svojeg statusa članice i blokira pregovore o ulasku Hrvatske. Zbog toga i dugotrajnosti procesa u kojem nije došlo do dogovora,  Hrvatska pristaje uz zajednički dogovor na arbitražno rješenje međunarodnog suda. 
 Premda je stajalište ostalih članica unije bilo drugačije, u Slovenskoj pregovaračkoj poziciji to je bio izvanredan potez.
U tekst ugovora o arbitraži Slovenija je formulirala svoje stajalište riječima:
Hrvatski stručnjaci za međunarodno pravo Vladimir Ibler i Davorin Rudolf bili su ljuti i razočarani što je hrvatska strana pristala da takav tekst uđe u arbitražni ugovor, jer izlaz na more inače nije kriterij za razgraničavanje teritorijalnih mora.
Daljnom provedbom procesa na vidjelo dolazi nekoliko važnih činjenica, što kroz slovensku sudsku praksu u vidu ustavnog sudca Matevža Krivića, koji je ustanovljavao pravnu slijednost o graničnom području te za Savudrijsku valu ustanovio da kao povijesni slijednik na tom području interesa Slovenija kao pravni međunarodni učesnik u slučaju razgraničenja nikada nije postojala.
 Također na vidjelo izlaze i karte međunarodnog karaktera koje ne idu u korist Slovenskim težnjama.
Skladno kompleksnosti samog spora i pravnim međunarodnim interesom za rješavanje istog, arbitraži pri međunarodnom sudu, tema graničnog spora izazvala je interes stručnjaka kako pravnih tako i povjesničara. Pri čemu svi stručnjaci dolaze do sličnih i istih zaključaka u kojima se ističe hrvatsko inzistiranje na međunarodnim pravima, pravu mora te povijesnom slijedu pri čemu bi crta razgraničenja za samu Savudrijsku valu trebala ići sredinom zaljeva od povijesnog ušća rijeke Dragonje u Savudrijsku valu, a ne od kanala Svetog Odorika i umjetno stvorene granice.

 Ujedno se u stručnim osvrtanjima ukazuje na neutemeljenost Slovenskih zahtjeva, kako u slučaju Savudrijske vale tako i granice na kopnu.

### Prekid arbitražnog procesa
Dana 4. veljače 2013. godine u jeku intenziviranja arbitražnog procesa dolazi do političko pravnog skandala u kojem je Vlada Slovenije zbog odluka donesenih u parlamentu utječe na rad Arbitražnog suda.
Sve do 22. srpnja 2015. godine kada se putem medija, najprije u Srbiji pa potom i u Hrvatskoj, objavljuju tonske zapise i dijelove razgovora Jerneja Sekolca, člana Arbitražnog suda kojeg je imenovala Slovenija te zastupnice Slovenije pred Arbitražnim sudom Simone Drenik. Čiji razgovori otkrivaju razradu strategije o tome kako će utjecati na druge članove Arbitražnog suda i manipulirati sudskom dokumentacijom.

 Dana 23. srpnja 2015. godine Jernej Sekolc podnosi ostavku u Arbitražnom odboru o čemu se Arbitražni sud i očituje. Simone Drenik također daje ostavku kao posljedicu skandala. Dan nakon toga Vesna Pusić ministrica vanjskih poslova u tom trenutku traži obustavu arbitražnog postupka te o tome putem ministarske note obavještava i predsjednika Europske komisije Jean-Claudea Junckera. 

Nakon izrazito aktivnog razdoblja u odlukama samog Arbitražnog suda, nekoliko ostavki dužnosnika, nesporazuma oko arbitražnog procesa, pozivanja na Bečke konvencije u slučaju jednostranih raskida arbitražnih međunarodnih procesa, krajem 2016. godine je jasno iz riječi ministra vanjskih poslova Davora Ive Stiera da je arbitražni proces kao takav u oskvrnutom obliku Hrvatska strana ne prihvaća rješenje međugraničnog spora sa Slovenijom kako na moru tako i na kopnu.

## Vanjske poveznice
- Marko Curać, Granica sa Slovenijom na Dragonji // Hrvatski tjednik, 25. siječnja 2014. (pristupljeno: 19. kolovoza 2014.; sadržava i zemljovid Hrvatskoga hidrografskoga instituta). Pristupljeno putem mrežnoga mjesta Hrvatske kulturne zajednice u Švicarskoj.